# 黑鰭淵八角魚
黑鰭淵八角魚，為輻鰭魚綱鮋形目杜父魚亞目八角魚科的其中一種，為溫帶海水魚，分布於北太平洋區，從俄羅斯Komandorski島與Avachin灣至美國加州北部海域，棲息深度18-1290公尺，尾鰭圓的，腹鰭縮小，背面深棕色，下面淡褐色，背鰭硬棘6-8枚、背鰭軟條6-7枚、臀鰭軟條7-9枚，體長可達24.2公分，棲息在軟底質底層水域，生活習性不明。

## 扩展阅读
維基物種上的相關：黑鰭淵八角魚